# Bloody Murder 2
Bloody Murder 2 è un film del 2003 diretto da Rob Spera. Scritto da John R. Stevenson, è il sequel di Bloody Murder.

## Trama
Sono passati cinque anni, ormai dai fatti accaduti a "Camp Placid Pines", e Tracy continua ancora ad avere incubi su suo fratello scomparso cinque anni fa. Ora, insieme ad altri suoi compagni si prepara a chiudere il campo estivo per l'arrivo dell'inverno. Ma misteriosi omicidi ricominciano ad apparire.
Il serial killer non è morto e sta cercando vendetta, e lo farà col sangue.

## Produzione
In Italia il film è stato distribuito esclusivamente per il mercato home video, in DVD.

## Curiosità
- In questo film, la maschera dell'assassino è somigliante a quella di Michael Myers.
- In Italia il film è stato vietato ai minori di 18 anni, a causa delle forti scene violente e splatter.